# Dresden-Sextett
Das Dresden-Sextett war eine 1969 in Dresden gegründete Band. Ab 1971 nannte sie sich nach Umbesetzungen Dresden-Septett.

## Geschichte

### Dresden-Sextett
Anfang 1969 gründeten sechs Studenten der Hochschule für Musik Carl Maria von Weber an ihrem Studienort das Dresden-Sextett. Zu ihnen gehörten Schlagzeuger Konrad Burkert, Saxophonist und Querflötist Rudolf Ulbricht, Bassgitarrist Hans von Schrödter, Gitarrist Axel Thieme, Altsaxophonist Wolfgang Otto und Dina Straat als Sängerin. Anfangs spielte das Sextett liedhafte Beatmusik mit deutschen Texten. Kurz nach Gründung der Band kam der Sänger, Gitarrist und Keyboarder Gerhard Zachar in die Band und wurde deren Leiter. 1969 wurden einige Titel mit dem Rundfunk der DDR produziert. Von Schrödter, Thieme und Otto verließen kurze Zeit später das Dresden-Sextett und wurden durch Till Patzer (Altsaxophon, Querflöte, Gesang), den Gitarristen Jürgen Heinrich und den Bassgitarristen Jörg Dobbersch ersetzt. 1970 wurde das Stück Vo Thi Lin aufgenommen, das ein Thema von Robert Schumann enthält und Stellung im damaligen Vietnamkrieg bezog. 1971 wurden vier Titel der Band auf der Amiga-Langspielplatte Dann bist du da veröffentlicht.
Im selben Jahr erhielt die Band ein unbefristetes Auftrittsverbot im Bezirk Leipzig, da sie gegen die 60/40-Regel verstoßen hatte.

### Dresden-Septett
Im selben Jahr wurde das Dresden-Sextett um den Sänger Bernd Schlund, der von den Butlers kam, den Keyboarder Franz Bartzsch, den Trompeter Jürgen Kotzsch (beide von der Gerhard-Stein-Combo) und den Posaunisten Gerhard Lau ergänzt, während Dina Straat und Jörg Dobbersch die Band verließen. Dobbersch wechselte zur Klaus Lenz Band. Fortan nannte sich die Band Dresden-Septett. Bartzsch schloss sich 1972 der Horst-Krüger-Band an. Zachar übernahm von Dobbersch die Position des Bassgitarristen. Als Keyboarder kam Wolfgang Scheffler hinzu, während Manfred Nytsch 1972 Gerhard Lau ersetzte. Die Sängerin Christiane Ufholz stieß 1972 zur Band. Das Dresden-Septett spielte vorwiegend Jazzrock.
Am 23. Januar 1973 wurde aus dem Dresden-Septett die Gruppe Lift. Neben Gerhard Zachar gehörten aus dem Dresden-Septett Konrad Burkert, Jürgen Heinrich, Till Patzer, Bernd Schlund, Manfred Nytsch und Wolfgang Scheffler der neugegründeten Band an. Sie besteht bis heute (Stand 2009), allerdings ohne Mitglieder des früheren Dresden-Septetts.

## Diskografie

### LPs (Kompilationen)
- 1971: Dann bist du da (vier Lieder, Amiga)
- 1972: Rhythmus '71 (Sie, Amiga)
- 1972: Auf dem Wege zu dir (Sie, Nova)

### CDs (Kompilationen)
- 1998: DT64-Story Vol. 15 (Vo Thi Lin, Amiga)
- 1999: Amiga Rock-Raritäten (Denkste, Amiga)
- 2000: She's Not There (An einem Tag im September, Amiga)

### Singles
- 1971: Sie (A-Seite, mit Dina Straat, Amiga)
- 1971: Vo Thi Lin (B-Seite der DT64-Musikstudio-Single Nr. 1, mit Electra-Combo, Amiga)